# Charles Ng (Rennfahrer)

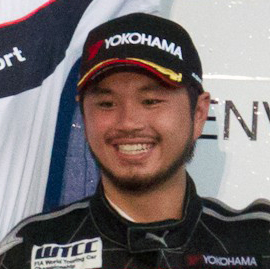
Charles Ng, 2011

Charles Ng (chinesisch 伍家麒, Pinyin Wǔ Jiāqí, Jyutping Ng5 Gaa1kei4, kantonesisch Ng Ka Ki, * 1. August 1984 in Hongkong) ist ein hongkong-chinesischer Autorennfahrer. Er startet seit 2011 in der Tourenwagen-Weltmeisterschaft (WTCC).

## Karriere
Ng begann seine Motorsportkarriere mit dem Driften. Mit 19 Jahren zog Ng zur Ausübung dieser Sportart in die Vereinigten Staaten. Ab 2008 nimmt er auch an Tourenwagenrennen teil. Er debütierte in der Skip Barber Mazda Challenge, die er 2009 für sich entschied. 2009 trat er außerdem zum ersten Mal in der Asian Touring Car Championship an, in der er ein Jahr später die Gesamtwertung gewann.
2011 wechselte Ng in die Tourenwagen-Weltmeisterschaft (WTCC), in der er für Engstler Motorsport in einem BMW 320si bzw. einem BMW 320 TC an den drei asiatischen Rennen teilnahm. Er wurde 22. in der Fahrerwertung. 2012 tritt Ng für Engstler Motorsport zur kompletten Weltmeisterschaft an. Nach dem zweiten Rennwochenende ist ein 15. Platz sein bestes Resultat.

## Persönliches
Ng lebt in Rowland Heights, Kalifornien, und Hongkong. Neben seinem Engagement im Motorsport läuft Ng auch Halbmarathons.

## Karrierestationen
| - 2008: Skip Barber Mazda Challenge - 2009: Skip Barber Mazda Challenge (Meister) | - 2009: Asian Touring Car Championship - 2010: Asian Touring Car Championship (Meister) | - 2011: WTCC (Platz 22) - 2012: WTCC |